# 1907 na música

## Nascimentos
| Data           | Nome                    | Profissão                     | Nacionalidade  | Observações | Ref |
| -------------- | ----------------------- | ----------------------------- | -------------- | ----------- | --- |
| 14 de maio     | Mauricio Cardoso Ocampo | músico                        | Paraguai       | m. 1982     |     |
| 8 de agosto    | Benny Carter            | músico                        | Estados Unidos | m. 2003     |     |
| 2 de março     | Diná de Oliveira        | atriz, pianista e compositora | Brasil         | m. 1998     |     |
| 29 de setembro | Gene Autry              | cantor e ator de cinema       | Estados Unidos | m. 1998     |     |

## Mortes
| Data          | Nome          | Profissão                                                               | Nacionalidade                              | Observações | Ref |
| ------------- | ------------- | ----------------------------------------------------------------------- | ------------------------------------------ | ----------- | --- |
| 24 de abril   | Patápio Silva | compositor e flautista                                                  | Brasil                                     | n. 1880     |     |
| 4 de setembro | Edvard Grieg  | compositor                                                              | Noruega                                    | n. 1843     |     |
| 4 de outubro  | Alfredo Keil  | compositor de música, pintor, poeta, arqueólogo e coleccionador de arte | Reino Unido de Portugal, Brasil e Algarves | n. 1850     |     |